# (4503) Cleobulus
(4503) Cleobulus ist ein Asteroid vom Amor-Typ, der am 28. November 1989 von Carolyn Shoemaker am Mount Palomar (Sternwarten-Code 675) entdeckt wurde.

## Beschreibung
Der Asteroid ist nach Kleobulos von Lindos benannt, einem Herrscher der Hafenstadt Lindos im 6. Jahrhundert v. Chr., der zu den Sieben Weisen von Griechenland gezählt wird.